# Gare de Cap-Martin-Roquebrune
La gare de Cap-Martin-Roquebrune est une gare ferroviaire française de la ligne de Marseille-Saint-Charles à Vintimille (frontière), située sur le territoire de la commune de Roquebrune-Cap-Martin, dans le département des Alpes-Maritimes, en région Provence-Alpes-Côte d'Azur.
C'est une halte de la Société nationale des chemins de fer français (SNCF), desservie par des trains régionaux du réseau TER Provence-Alpes-Côte d'Azur (TER PACA).

## Situation ferroviaire
Établie à 28 mètres d'altitude, la gare de Cap-Martin-Roquebrune est située au point kilométrique (PK) 244,483 de la ligne de Marseille-Saint-Charles à Vintimille (frontière), entre les gares de Monaco-Monte-Carlo (la halte de Monte-Carlo-Country-Club s'intercale, mais elle n'est ouverte que pendant le tournoi de tennis en avril) et de Carnolès.

## Fréquentation
De 2015 à 2023, selon les estimations de la SNCF, la fréquentation annuelle de la gare s'élève aux nombres indiqués dans le tableau ci-dessous.
| Année     | 2015   | 2016   | 2017   | 2018   | 2019   | 2020   | 2021   | 2022    | 2023    |
| --------- | ------ | ------ | ------ | ------ | ------ | ------ | ------ | ------- | ------- |
| Voyageurs | 50 498 | 63 277 | 80 701 | 76 162 | 90 870 | 57 143 | 77 252 | 112 595 | 144 334 |

## Service des voyageurs

### Accueil
Halte de la SNCF, c'est un point d'arrêt non géré (PANG) à accès libre. Elle est équipée d'automates pour l'achat de titres de transport.
Un souterrain permet le passage d'un quai à l'autre (quai 1, direction Vintimille, et quai 2, direction Marseille).

### Desserte

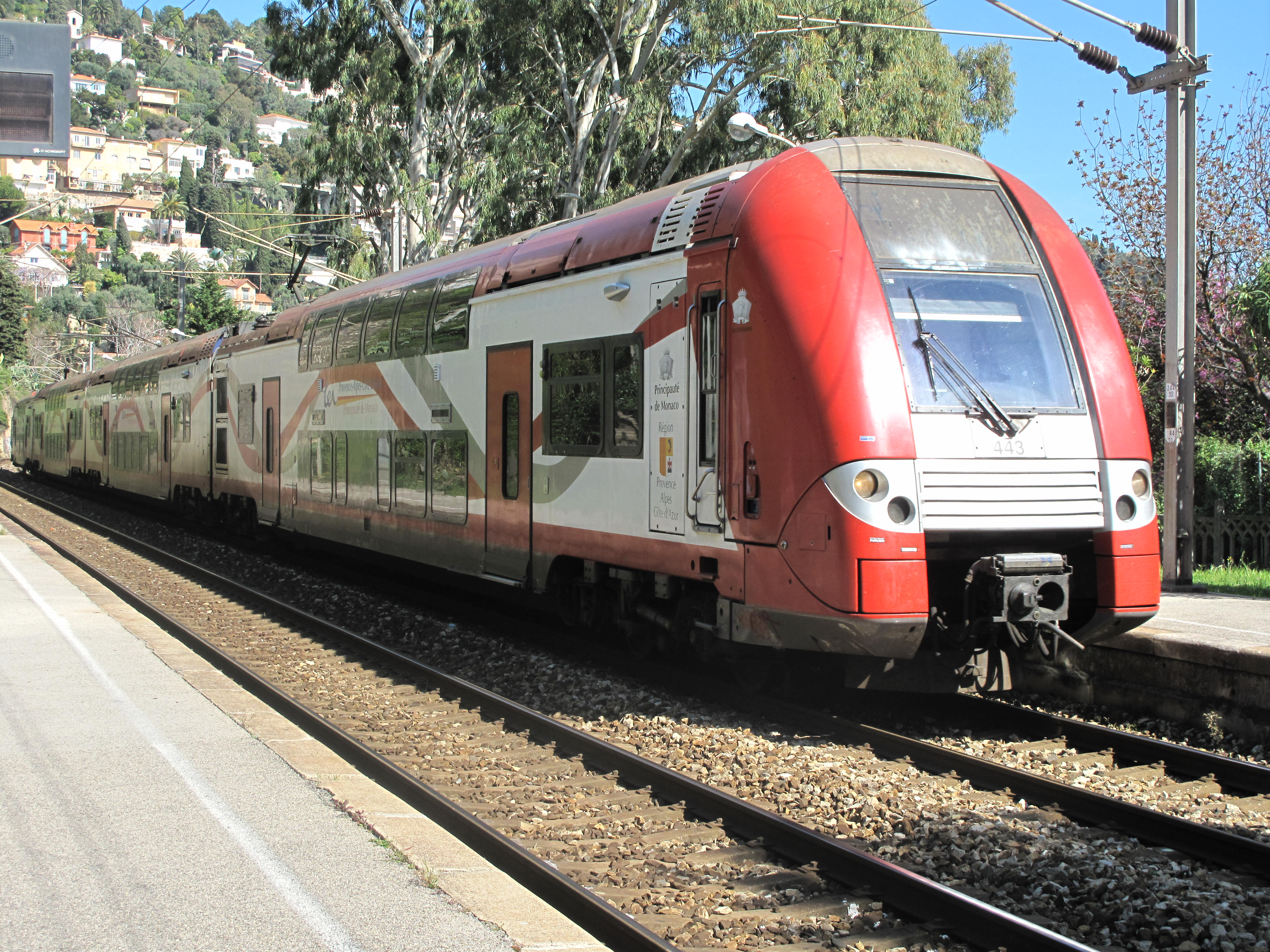
Une rame Z 26500 (aux couleurs de Monaco), desservant la halte.

Cap-Martin-Roquebrune est desservie par des trains TER PACA qui effectuent des missions omnibus, essentiellement entre les gares de Cannes-la-Bocca et de Vintimille.

### Intermodalité
Un parking pour les véhicules ainsi qu'un parc à vélos sont disponibles à proximité de l'ancien bâtiment voyageurs.